# Diplogasteritus filicaudatus
Diplogasteritus filicaudatus är en rundmaskart. Diplogasteritus filicaudatus ingår i släktet Diplogasteritus, och familjen Diplogasteridae. Arten är reproducerande i Sverige.